# クリスタルガイザー
クリスタルガイザー（CRYSTAL GEYSER ）は、大塚ホールディングスの完全子会社の米国クリスタルガイザーウォーターカンパニーおよび関連会社CGロクサーヌ LLCが発売するナチュラルミネラルウォーター、および炭酸水のブランドである（前者が炭酸水、後者がミネラルウォーターを生産している）。日本では大塚ホールディングス傘下の大塚食品（2009年以前は大塚ベバレジ）が輸入販売している。
クリスタルカイザーは誤り。

## 基本情報[2]
- カルシウム - 6.4 (mg / l)
- マグネシウム - 5.4 (mg / l)
- ナトリウム - 11.3 (mg / l)
- カリウム - 1.3 (mg / l)
- バナジウム - 0.055  (mg / l)
- 硬度 - 38 （軟水）
- pH - 7.6
- 水源 - アメリカ合衆国カリフォルニア州、シャスタ山、ホイットニー山
- 殺菌方法 - 濾過フィルターによる除菌
- ボトリング状況 - 採水地で直接ボトリング

## 商品ラインナップ
- ミネラルウォーター（ペットボトル）公式では「クリスタルガイザー アルパインスプリングウォーター」
  - 310ml
  - 500ml
  - 700ml
  - 1000ml
  - 3780ml （1ガロンボトル）

650mlが2014年6月30日（月）より新発売された700mlの登場によりラインナップから消えて無くなっていた。
2014年6月23日発表のプレスリリースにおいても、650mlの廃止について触れていない。
- スパークリングウォーターレモン（ペットボトル） 
  - 500ml

- スパークリングウォーターライム（ペットボトル） 
  - 500ml

- スパークリングウォーターベリー（ペットボトル） 
  - 500ml

- スパークリングウォーターオレンジ（ペットボトル） 
  - 500ml

## 名前の由来[3]
- CRYSTAL＝水晶
- GEYSER＝間欠泉
- ALPINE＝高山の
- SPRING＝泉

## 自主回収
消費者から「かび臭い」「薬品のにおいがする」と言った苦情に対し、大塚ベバレジは2008年11月17日にクリスタルガイザー500mlペットボトルを約800万本を自主回収した。
原因は自社倉庫で保管していたところ、かびなどの異臭が移った模様。